# Jeong Mu Kwan
Jeong Mu Gwan, ook wel geschreven als Chong Mu Kwan, is de gezamenlijke naam van een aantal vechtsport verenigingen in Nederland waar de Koreaanse vechtkunsten hapkido, hankido en hankumdo worden beoefend. Jeong Mu Gwan is aangesloten bij de Nederlandse HKD Federatie (NHF) en tevens bij de Jae Nam Moo Sool Won onder nummer: 1503.
Jeong Mu Gwan betekent vrij vertaald ‘vechtkunst-school van de oprechtheid’, waarmee de vereniging probeert aan te geven dat men graag oprecht en zo authentiek mogelijk de vechtkunsten willen beoefenen.
Jeong Mu Kwan scholen zijn te vinden in de volgende plaatsen:
- Amsterdam
- Emmeloord
- Urk